# Валсад
Валсад (гудж. વલસાડ) — місто у південно-східній частині індійського штату Гуджарат. Є адміністративним центром однойменного округу.

## Географія
Місто розташовано за 4 км від узбережжя Аравійського моря, близько 100 км на південь від міста Сурат та за 150 км на північ від міста Мумбаї.

## Відомі уродженці
- Морарджі Десаї — четвертий Прем'єр-міністр Індії